# 北約克中心站
北約克中心站（英語：North York Centre Station）是一座多倫多地鐵央街－大學線車站，坐落加拿大安大略省多倫多北約克央街和帝后路（Empress Avenue）的交界處以南，於1987年6月18日開幕。
多倫多公車局（TTC）在1960至70年代規劃央街地鐵線延伸路段時，原本打算每隔約一公里設置一個車站。然而，隨著項目造價上漲，當局改為每隔約兩公里才設置一個車站，以此控制開支，原來擬建的帝后路車站亦因此取消。央街線北延路段開通後，北約克市的發展速度加快，而市政府亦打算將介乎雪柏路（Sheppard Avenue）和芬治路（Finch Avenue）之間的一段央街發展成北約克市中心。為了讓擬建的市中心擁有完善的交通配套，北約克市議會去信TTC，請求當局在帝后大道夾央街處加設地鐵站。北約克市中心的職位數目預期將大幅上升，TTC因此同意在此處設站，並於1985年9月展開工程。
央街線北延工程進行時，當局將現北約克中心站一帶的路段修建得比較平直，以便日後在此設站。然而，車站工程仍具有一定難度，部分工程需於央街線深夜休車時才可進行。車站耗資約2500萬加元興建，於1987年落成啓用。
下列由多倫多公車局營運的巴士線駛經北約克中心站：
- 97號央街巴士線（Yonge）
- 320號央街深宵巴士線（Yonge）

## 外部連結
- 维基共享资源上的相關多媒體資源：北約克中心站
- （英文）TTC North York Centre Station（页面存档备份，存于）－多倫多公車局網站 北約克中心站頁面